# Braadpan

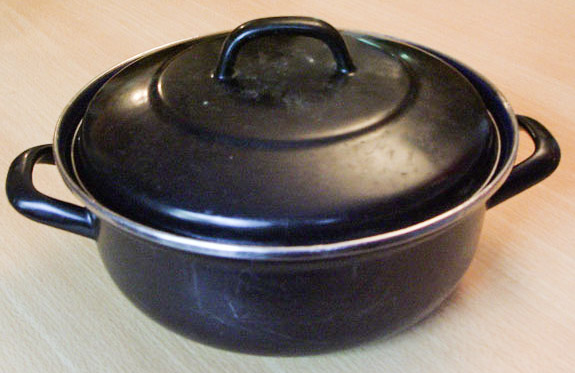
Een braadpan

In een braadpan (ook wel stoofpan, stoofpot, sudderpan of sudderpot genoemd, in het verleden ook wel casserole) kan een product – veelal vlees, gevogelte of wild – worden gebraden of worden dichtgeschroeid alvorens het wordt gebraden in de oven. Om het vlees dicht te schroeien verhit men de braadpan tot een hoge temperatuur en gebruikt men boter of olie. Een braadpan is wijd en diep en hoort een dikke bodem te hebben zodat de warmte gelijkmatig wordt verdeeld.
Een veel gebruikte braadpan is van geëmailleerd gietijzer gemaakt. Deze pan is wel veel zwaarder dan een van geëmailleerd plaatijzer, maar geeft in het algemeen een beter braadresultaat.

## Geschiedenis
Koperen braadpannen werden al gemaakt in Mesopotamië en vandaar geëxporteerd naar Egypte en Griekenland. Daar werden ze tagènon genoemd, terwijl de Romeinen spraken van sargento of patella.
In de 17e eeuw werd de braadpan gemaakt van gietijzer en gebruikt door de pan direct in het vuur te plaatsen, soms zelfs met kolen op het deksel van de pan. Dit Nederlandse ontwerp werd in een aantal landen overgenomen, waaronder in de vroege Noord-Amerikaanse koloniën. Daar is dit type pan bekend geraakt als "Dutch oven". Deze pannen werden veel gebruikt tijdens de karavaantochten in de grote trek naar het westen. Het is het officiële kookinstrument van de Amerikaanse staat Texas.
In 1925 bracht Le Creuset geëmailleerde braadpannen op de markt.